# Indemnización sustitutiva del aviso previo (Chile)
La indemnización sustitutiva del aviso previo, en el derecho laboral de Chile, es aquella que debe pagar el empleador al trabajador, cuando le despide sin darle el aviso previo en el plazo que la ley exige.
El Código del Trabajo de Chile de 1994 exige que el empleador debe avisar al trabajador con un mínimo de 30 días, que será despedido. Este aviso tiene por objeto permitir que el trabajador busque por su cuenta un nuevo empleo, conservando el que tiene hasta el minuto, y de esa manera no verse afectado en sus compromisos económicos, al menos durante un mes completo. Sin embargo, la ley establece la posibilidad de que el empleador despida pura y simplemente al trabajador, y para compensarle por no haberle avisado de dicho despido en forma oportuna, le pague como indemnización, el equivalente a un mes de remuneración.
Esta indemnización es compatible con la indemnización por años de servicio. Es decir, el trabajador tiene derecho a ambas, si es que concurren las condiciones para una y otra.
El aviso previo (y por tanto la indemnización sustitutiva, en su caso) procede en el caso del desahucio patronal, muy acotado por la ley chilena, y también en el caso de despido por necesidades de la empresa. Lógicamente, no procede cuando el trabajador es despedido por haber incurrido en una infracción contra las obligaciones que le impone el contrato de trabajo, o cuando el contrato termina por motivos naturales (por ejemplo, trabajador que está contratado a plazo, muerte del trabajador, etcétera).